# Wilkaski (Giżycko)
Wilkaski (deutsch Wolfsee (Gut)) ist ein Dorf in der polnischen Woiwodschaft Ermland-Masuren und gehört zur Gmina Giżycko (Landgemeinde Lötzen) im Powiat Giżycki (Kreis Lötzen).

## Geographische Lage
Wilkaski liegt im nördlichen Osten der Woiwodschaft Ermland-Masuren, sechs Kilometer südwestlich der Kreisstadt Giżycko (Lötzen).

## Geschichte
Im Jahre 1846 wurde das Gut Wolfsee gegründet und war bis 1945 eine Ortschaft innerhalb der Gemeinde Willkassen (1938 bis 1945 Wolfsee (Dorf), polnisch Wilkasy).
Mit der Muttergemeinde war das Gutsdorf zwischen 1874 und 1945 in den  Amtsbezirk Wilkassen eingegliedert, der – 1938 in „Amtsbezirk Wolfsee“ umbenannt – zum Kreis Lötzen im Regierungsbezirk Gumbinnen (1905 bis 1945: Regierungsbezirk Allenstein) in der preußischen Provinz Ostpreußen gehörte.
Im Jahre 1905 waren im Gutsdorf Wolfsee 52 Einwohner gemeldet.
Im Jahre 1945 kam der Ort in Kriegsfolge mit dem gesamten südlichen Ostpreußen zu Polen und erhielt die polnische Namensform „Wilkaski“. Heute ist das kleine Dorf Sitz eines Schulzenamt (polnisch sołectwo) und ein Ortsteil der Gmina Giżycko (Landgemeinde Lötzen) im Powiat Giżycki (Kreis Lötzen), vor 1998 der Woiwodschaft Suwałki, seitdem der Woiwodschaft Ermland-Masuren zugeordnet.

## Kirche
Vor 1945 war das Gutsdorf Wolfsee in die Evangelische Pfarrkirche Lötzen in der Kirchenprovinz Ostpreußen der Kirche der Altpreußischen Union und in die Katholische Pfarrkirche St. Bruno Lötzen im Bistum Ermland eingepfarrt. Auch heute besteht für Wilkaski der kirchliche Bezug zur Kreisstadt Giżycko (Lötzen).

## Verkehr
Wilkaski liegt an der verkehrstechnisch bedeutenden polnischen Landesstraße DK 59 (frühere deutsche Reichsstraße 140), die die beiden Kreisstädte Giżycko (Lötzen) und Mrągowo (Sensburg) miteinander verbindet und bis nach Rozogi (Friedrichshof) im Kreis Szczytno (Ortelsburg) führt. Die nächste Bahnstation ist Niegocin, bis 1945 „Boyen“, an der Bahnstrecke Głomno–Białystok.